# Szuvorov-rend
A Szuvorov-rend (oroszul: Орден Суворова, transzliteráció: orgyen szuvorova) a régi orosz katonai hagyományok tiszteletére 1942. július 29-én alapított kitüntetése a Szovjetuniónak. Az érdemrend névadójának az újkor egyik legnagyobb stratégáját, Szuvorovot választották a Legfelsőbb Tanács döntéshozói.
Ezt a második világháborús kitüntetést azzal a céllal hozták létre, hogy a katonai parancsnokok közül a harctéren kiemelkedő képességet felmutatókat el tudják ismerni. Három különböző fokozatot alapítottak a rendhez, így van 1., 2., 3., osztálya is. A legmagasabb elismerést elsőként Zsukov marsallnak adományozták 1943. január 28-án.

## Az elismerésről
Az első osztályát a rendnek azok a magasabb parancsnokok kaphatták meg, akik a hadműveletek során a győzelem kivívásához kivételes képességeket tudtak felmutatni. Az érem 55 mm ötágú tömör platina csillag a közepében 30 mm arany medállal, melyen Szuvorov arcképe látható. Az érdemérem alsó részén levélkoszorú, a felsőn pedig cirill betűkkel található írás „Alekszandr Szuvorov” stratéga neve. Az ötágú csillag legfelső szárában a vörös csillag is beépítésre került. Nem mondható, hogy túl gyakran adományozták oda a legmagasabb fokozatú Szuvorov-érdemrendet, hiszen a legendás Zsukov marsallon és kevés katonai vezető mellett, a katonai stratégának nem-igen mondható Sztálint és a jugoszláv Tito marsallt tüntették ki.
A másodosztályát a rendnek azok a hadtest-, hadosztály- és dandárparancsnokok kaphatták, akik győzelmet arattak a nagyobb létszámú ellenség felett. Az érem 50 mm ötágú tömör arany csillag, vörös csillag nélkül. A közepében 25 mm arany érdeméremmel, mely alakra megegyezik az első osztályúval, csak ezüstből készült.
A harmadosztályát a rendnek azok az ezredparancsnokok, törzsfőnökök, zászlóalj- vagy századparancsnokok kapták, akik győzelemhez juttatták csapataikat kiemelkedő katonai vezetői képességeik révén. Az érem megegyezik méretben és kialakításban a másodosztályúval, csak ezüst színével tér el tőle.
Az egyetlen nő, aki megkapta az érdemrendet, Jevdokija Davidovna Bersanszkaja pilóta, a 46. éjszakai bombázó-gárdaezred parancsnoka volt.
A hivatalos álláspont ellenére az első és a másodosztályát nem csak a harcban közvetlenül résztvevőknek adományozták, hiszen a győzelem érdekében a gazdaságban tevékenykedő vállalatvezetők, hadfelszerelést és fegyvereket tervező mérnökök is részesültek elismerésben. A Szovjetunió felbomlását követően az Oroszországi Föderáció megtartotta az elismerési formát.

## Változatai
| Első osztályú | Másodosztályú | Harmadosztályú |
| ------------- | ------------- | -------------- |
|               |               |                |
| Szalagsáv     |               |                |
|               |               |                |

## Híres első osztályú kitüntetettek
- Lavrentyij Pavlovics Berija
- Nyikolaj Alekszandrovics Bulganyin
- Rogyion Jakovlevics Malinovszkij (2 alkalommal)
- Alekszandr Mihajlovics Vaszilevszkij
- Georgij Konsztantyinovics Zsukov (2 alkalommal.)

## Fordítás
- Ez a szócikk részben vagy egészben  az   Order of Suvorov című angol Wikipédia-szócikk ezen változatának fordításán alapul.  Az eredeti cikk szerkesztőit annak laptörténete sorolja fel. Ez a jelzés csupán a megfogalmazás eredetét és a szerzői jogokat jelzi, nem szolgál a cikkben szereplő információk forrásmegjelöléseként.